# Recherches & Travaux
Recherches & Travaux est une revue scientifique consacrée à la littérature française et francophone.
Dans une perspective moderne et contemporaine, la revue consacre ses recherches et travaux  à la langue et la littérature française et francophone du XIXe au XXIe siècle, à la littérature comparée, aux relations entre la littérature et les arts et à la didactique de la littérature. Chaque numéro est thématique et centré sur une question de littérature et/ou d’esthétique.
Recherches & Travaux est une revue dont les numéros de plus de 18 mois sont disponibles en accès libre sur le portail OpenEdition Journals.